# Katrina (orkaan)

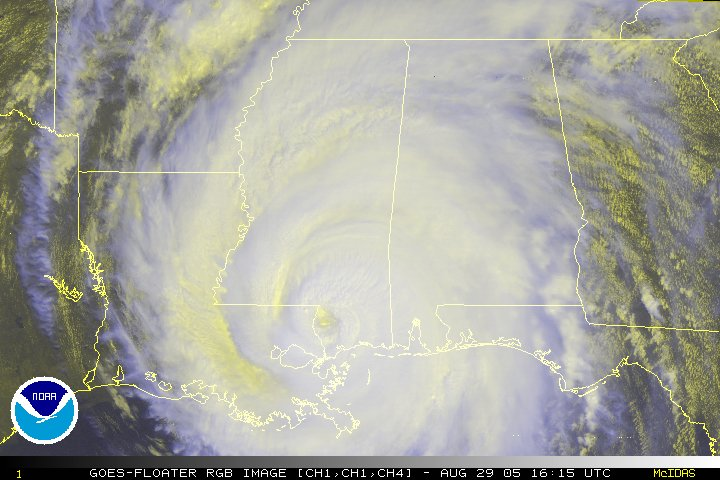
Orkaan Katrina, 29 augustus 2005 16:15 UTC

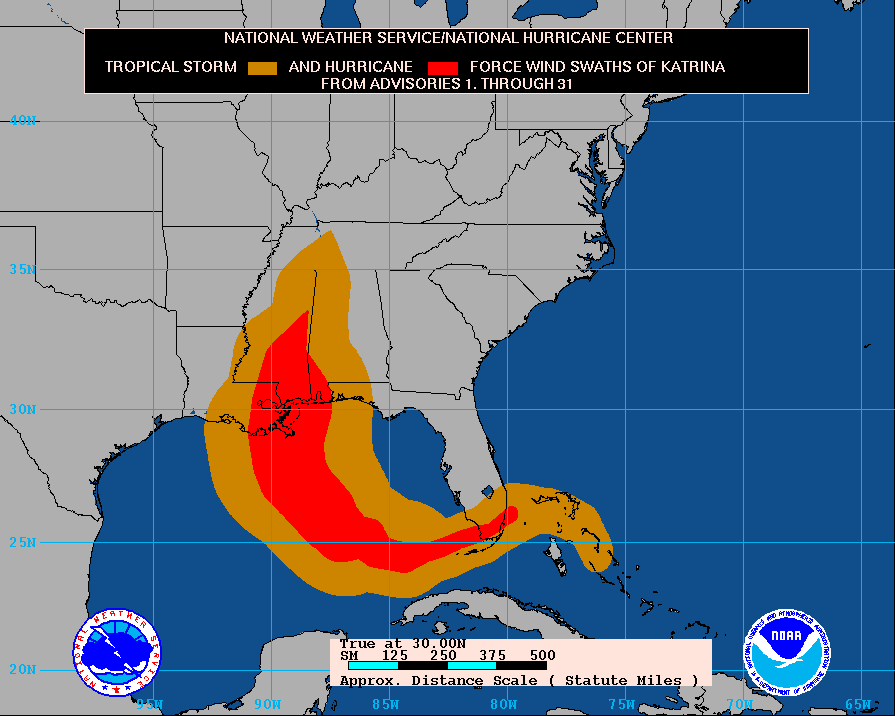
Traject van orkaan Katrina

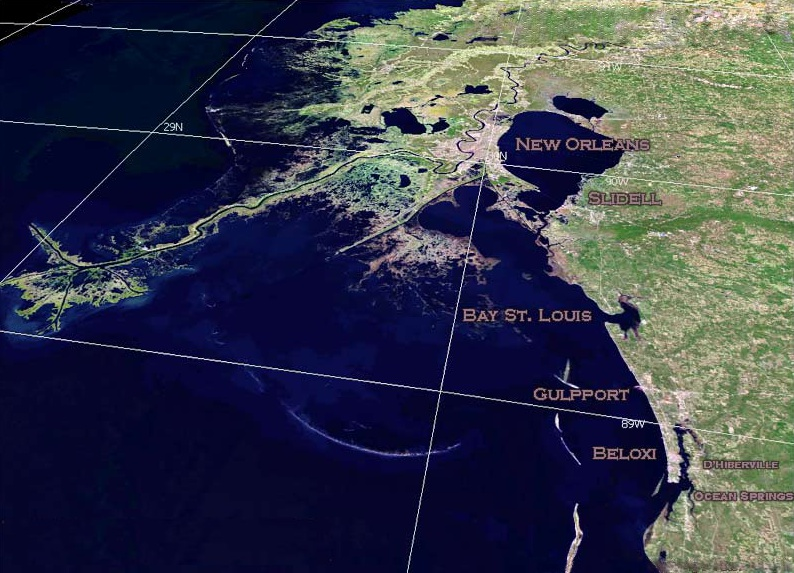
New Orleans – Biloxi

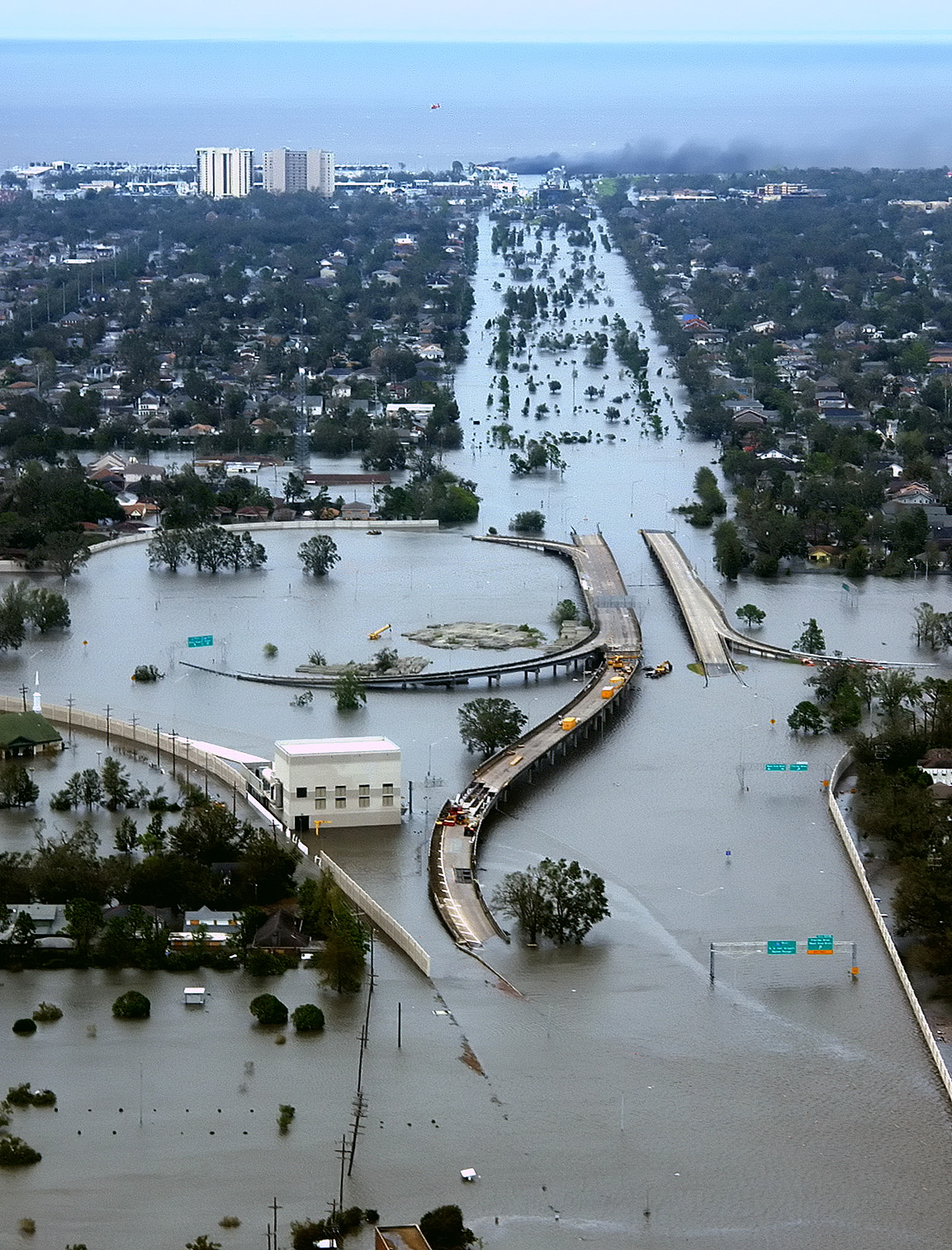
Overstromingen in New Orleans

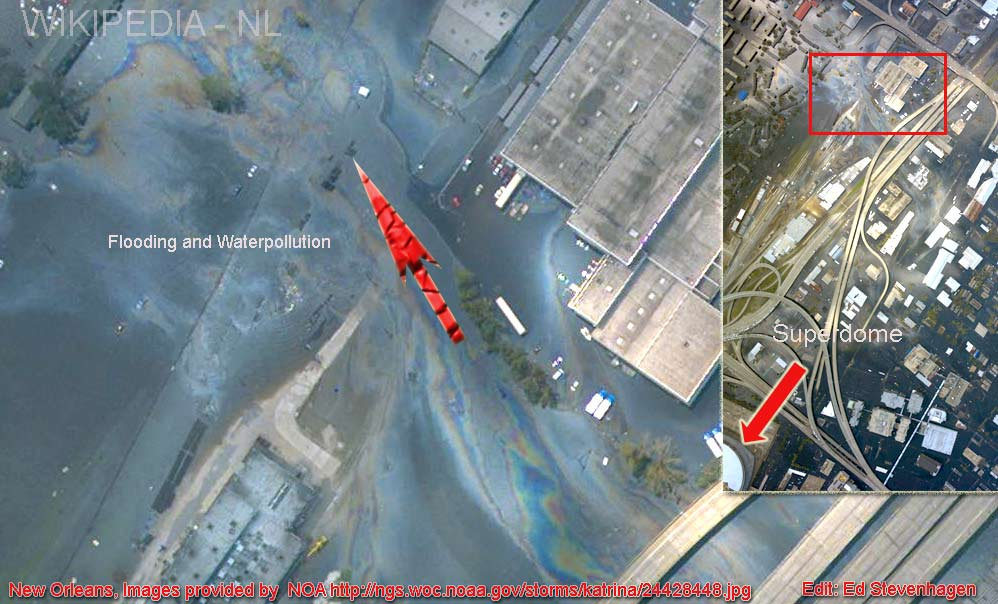
Watervervuiling rondom Superdome

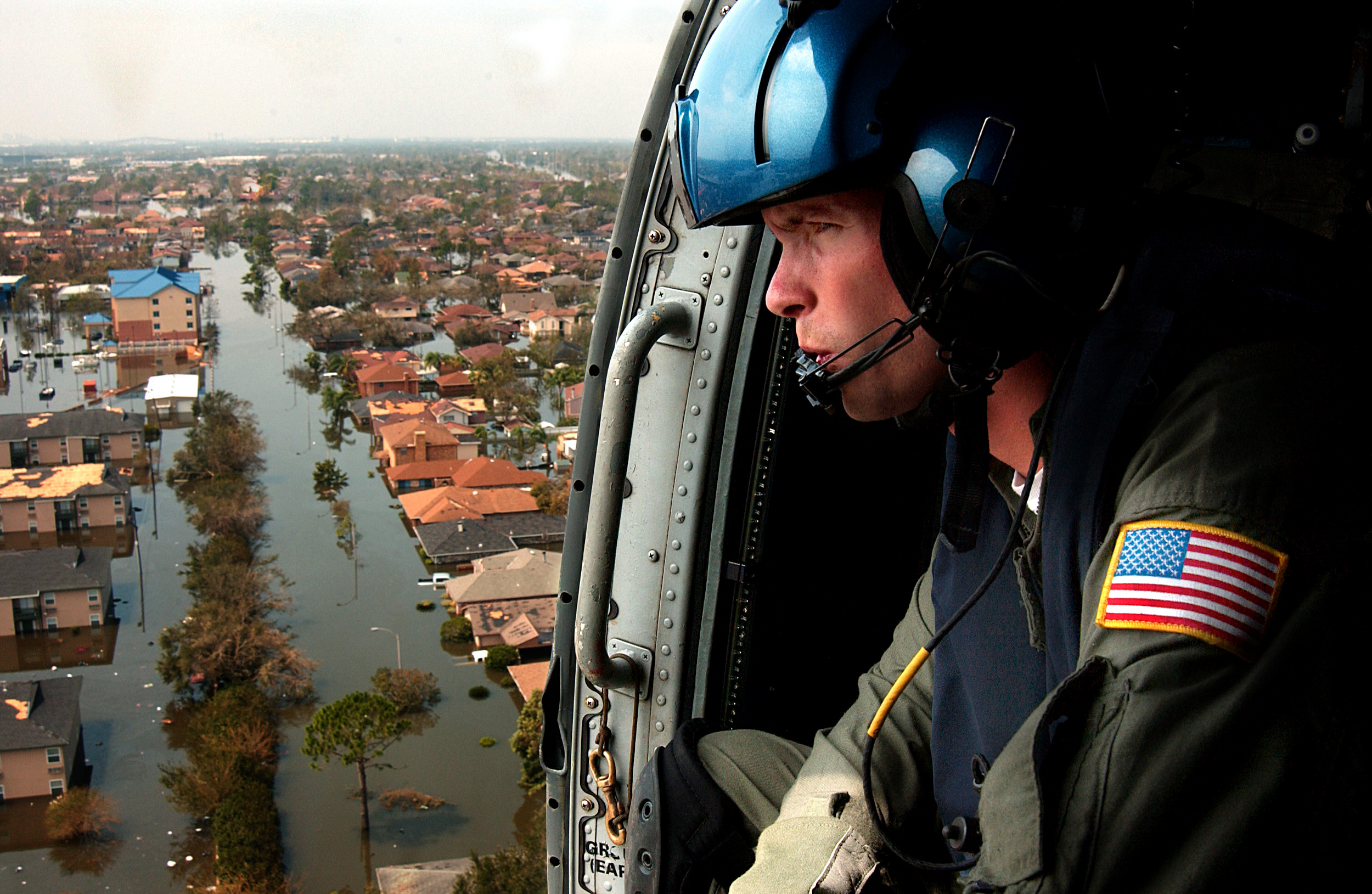
Reddingswerker in New Orleans

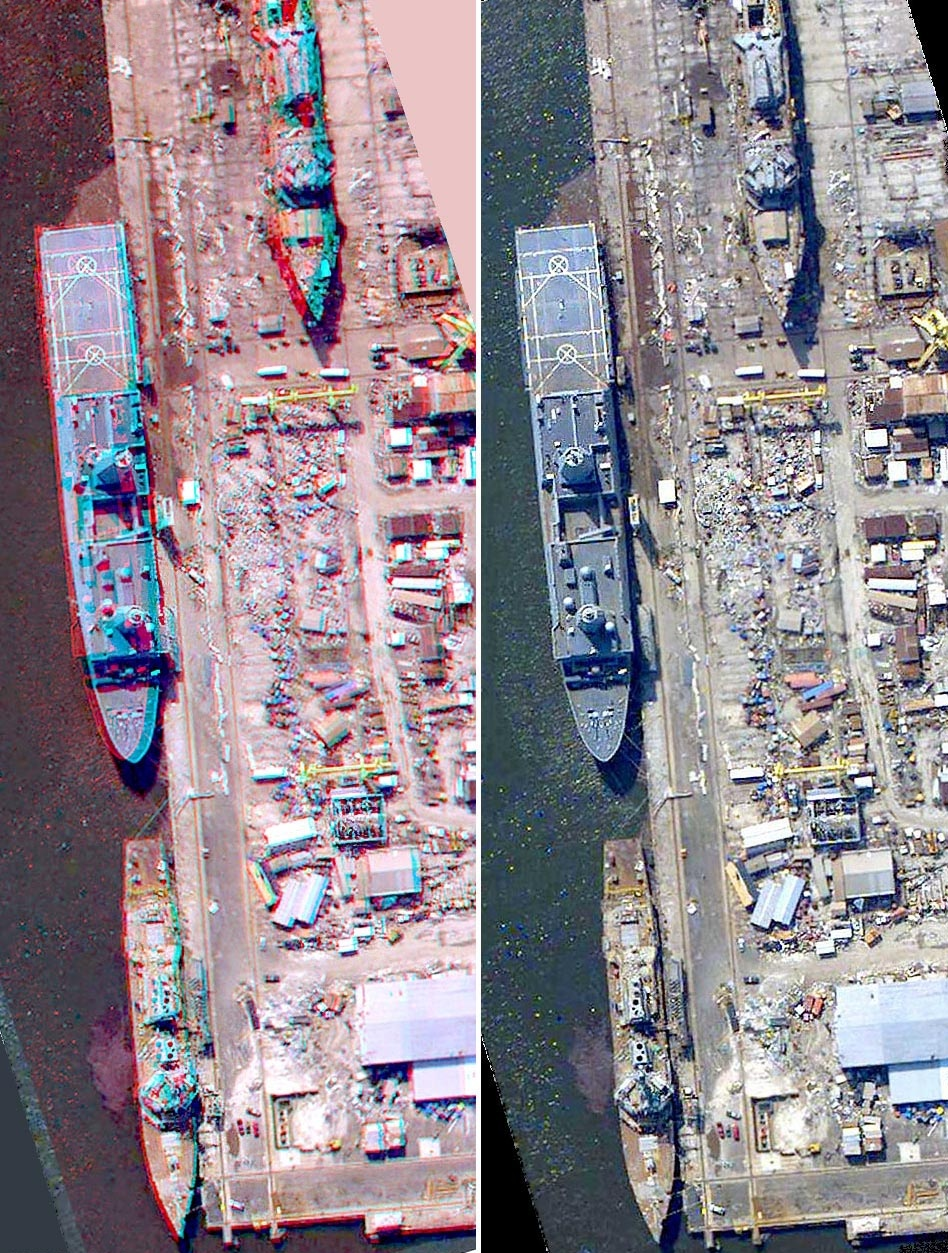
Stereofoto Pascagoula 30 augustus 2005

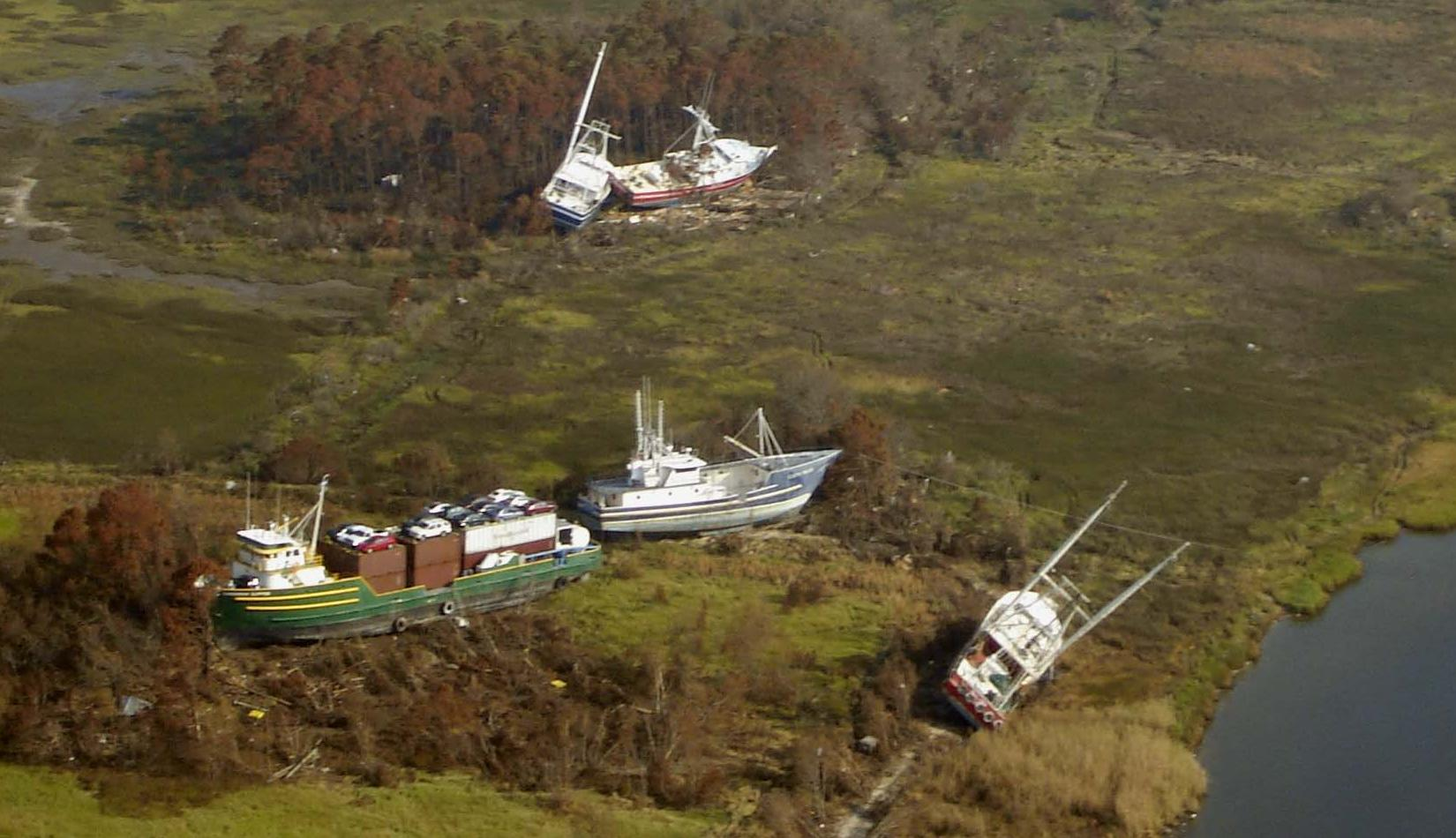
Aangespoelde boten

De orkaan Katrina was de elfde storm, de vijfde orkaan en de op twee na grootste orkaan van het Atlantische orkaanseizoen in 2005. De orkaan veroorzaakte 1.833 doden en voor ruim 153 miljard dollar schade.

## Cyclogenese en verloop
De cyclogenese van de tropische cycloon is enigszins ingewikkeld. Er waren drie hoofdrolspelers; als eerste de opgeloste tropische depressie 10, verder een tropische golf, die op 11 augustus van de Afrikaanse kust westwaarts was getrokken, en een trog van lage druk op grote hoogte boven de westelijke Atlantische Oceaan en de Bahama's. Het lagedrukgebied op grote hoogte veroorzaakte een stevige westelijke schering, die tropische depressie 10 de das had omgedaan. De westelijke schering had niet alleen de convectie weggeblazen, maar ook de vortex in het centrum van tropische depressie 10 uitgerekt. Het onderste deel van de circulatie loste op in de nabijheid van Cuba. Maar het deel in de middelste lagen van de atmosfeer werd door de westelijke schering tegengehouden en passeerde pas op 18 en 19 augustus ten noorden van de Bovenwindse Eilanden.
Toen bereikte op 19 augustus de tropische golf de Bovenwindse Eilanden en smolt samen met de overblijfselen van de circulatie in de middelste lagen van de atmosfeer van tropische depressie 10. Dit complex veroorzaakte ten noorden van Puerto Rico talrijke onweersbuien en begon tot ontwikkeling te komen. De tropische onweersstoring trok westwaarts ten noorden van Hispaniola. Het lagedrukgebied op grote hoogte, dat eerst tropische depressie 10 om zeep had geholpen, veroorzaakte nog steeds ongunstige schering, maar dat zou veranderen. Toen de tropische onweersstoring bij de Turks- en Caicoseilanden was aangekomen, verzwakte de trog van lage druk op grote hoogte en trok westwaarts over Florida weg, zodat de schering afnam en het tropische lagedrukgebied zich kon ontwikkelen.
Op 23 augustus ontstond op 320 km ten zuidoosten van Nassau tropische depressie 12. Deze trok noordwestwaarts en won aan organisatie boven de Bahama's. Op 24 augustus promoveerde de depressie tot de tropische storm Katrina. De noordwestelijke koers was een gevolg van een zwak punt ten noordwesten van Katrina in de rug van hogedruk die zich boven de noordelijke Golf van Mexico en het zuidoosten van de Verenigde Staten aan het opbouwen was. Dit hogedrukgebied aan Katrina's noordflank werd echter sterker en dwong Katrina op 25 augustus naar het westen en later naar het westzuidwesten bij te draaien. Daardoor zette Katrina koers naar het zuiden van Florida en boven het warme water van de golfstroom tussen Florida en de Bahama's promoveerde Katrina op 25 augustus tot orkaan. Twee uur later op 25 augustus landde zij in Florida met windsnelheden tot 130 km/uur. De interactie met het vasteland van Florida kon Katrina nauwelijks deren; haar structuur bleef intact, ook het oog, en boven de vlakke Everglades boette zij nauwelijks aan kracht in.
Op het einde van haar zes uur durende overtocht degradeerde zij op 26 augustus heel even tot tropische storm, maar een uur later had zij boven de Golf van Mexico haar orkaanstatus herwonnen. Daar kwam zij onder een omvangrijk hogedrukgebied op grote hoogte terecht. De anticyclonische circulatie boven Katrina was uitstekend voor haar uitstoot en zij begon snel aan kracht te winnen. Op 27 augustus bereikte zij de tweede categorie. Het hogedrukgebied aan het aardoppervlak aan de noordflank van Katrina begon nu naar het oosten weg te drijven, waardoor Katrina naar het westen en noordwesten en later zelfs naar het noorden bijdraaide. Katrina had nu een oogrokvervangingscyclus doorgemaakt, die haar omvang sterk had doen toenemen en waardoor zij tot de derde categorie was aangewakkerd. Nu kwam zij terecht boven een lus in de golfstroom, die zeer warm water uit de Caribische Zee eerst noordwestwaarts voert en zich ten zuiden van Louisiana omdraait om het water af te voeren naar de Straat Florida. Boven dit zeer warme water en onder het hogedrukgebied op grote hoogte bereikte Katrina op 28 augustus de vijfde categorie en bereikte haar hoogtepunt met windsnelheden van 278 km/uur en een minimale druk van 902 mbar. Ook had Katrina nu een enorme omvang; het stormveld met windsnelheden van tropische stormkracht reikte tot 400 km uit het centrum en windsnelheden van orkaankracht reikten tot 170 km uit het centrum. Daarna begon Katrina aan een nieuwe oogrokvervangingscyclus, waardoor zij verzwakte tot de derde categorie.
Op 29 augustus landde Katrina met windsnelheden tot 204 km/uur en een minimale druk van 920 mbar bij Buras in Louisiana. Katrina stak het schiereiland van de Mississippidelta over en landde enkele uren later opnieuw bij de monding van de rivier de Pearl bij de grens tussen Louisiana en Mississippi met windsnelheden tot 194 km/uur, nog steeds een orkaan van de derde categorie. De verzwakking van de vijfde naar de derde categorie ten spijt had de omvang van het storm- en orkaanveld van Katrina nauwelijks ingeboet. Boven land verzwakte Katrina nu snel; op 30 augustus degradeerde Katrina tot tropische storm boven Mississippi. Nu verscheen er ten noordnoordwesten van Katrina een koufront, dat Katrina voor zich uit steeds sneller naar het noordoosten dreef. Nog op 30 augustus degradeerde zij verder tot tropische depressie, die op 31 augustus haar tropische kenmerken verloor en later door het koufront boven het oosten van de Grote Meren werd opgenomen.

## Voorspelling
De National Weather Service voorspelde op 28 augustus 2005 dat het systeem zich snel zou uitbreiden en op 29 augustus 2005 in het gebied van New Orleans (Louisiana) aan land zou komen, met windsnelheden tot 280 km/h. Het oog van de storm was 50 km breed. De storm bewoog zich toen in westnoordwestelijke richting en op basis van rekenmodellen werd verwacht dat de stad New Orleans direct getroffen zou worden. Voor het eerst in de geschiedenis werd voor New Orleans een verplichte evacuatie ingesteld. Deze evacuatie was mede noodzakelijk omdat een groot deel van de stad 0,3 tot 6 m onder zeeniveau ligt en met gemalen wordt drooggehouden, en golven met een hoogte van 8 tot 11 meter werden verwacht.

## Ruimtelijke ongelijkheid

### Afro-Amerikaanse minderheden in New Orleans
De staat Louisiana en de stad New Orleans staan bekend om sociale ongelijkheid en armoede, met als gevolg extra kwetsbaarheid en algemene blootstelling bij rampen, zoals bij Katrina. Vele Afro-Amerikanen woonden in het arme deel van het centrum waar de kans op overstroming hoger was. Veel blanken woonden aan de rand van de stad, door het fenomeen suburbanisatie, in goed onderhouden grote huizen. In New Orleans is de rand van de stad hoger gelegen en daardoor minder kwetsbaar voor overstromingen. De kwetsbaarheid van de blanke bevolking was daardoor lager in vergelijking met de '(B)lacks'. Na de ramp werden deze Afro-Amerikaanse wijken niet snel opgebouwd door de weinige economische middelen. Werkloosheid en segregatie namen na de ramp toe. De meest getroffen wijken werden minder snel en goed hersteld. Oorspronkelijke bewoners konden niet of nauwelijks terugkeren door de hoge huurprijzen van de nieuwbouw, waardoor gentrification optrad.

## Risicoperceptie

### Afro-Amerikanen
Afro-Amerikanen hadden over het algemeen een lagere risicoperceptie dan de overige bewoners van New Orleans. Redenen voor hen om niet te evacueren waren het vertrouwen in God, eerdere natuurrampen die ze ook hadden overleefd en de rol van de media. De media gaven een te optimistisch beeld van de gevolgen van de orkaan, waardoor Afro-Amerikanen zich minder bewust waren van de risico's.

## Uitwerking

### Korte termijn
Uiteindelijk liet de orkaan New Orleans net links liggen en trok ze recht over Biloxi. Toch was de schade in New Orleans zeer groot. Door het hoge water heersten er chaos en reddeloosheid in een van de armste delen van de Verenigde Staten. Volgens burgemeester Nagin van New Orleans waren er in zijn stad alleen al ten minste honderden, maar waarschijnlijk duizenden doden gevallen. Voor wie niet in de gelegenheid was de stad tijdig te ontvluchten was opvang geregeld in de Superdome. Hier vonden 25.000 inwoners onderdak. Maar ook dit gebouw werd beschadigd, en door gebrek aan voedsel, water en een uitgevallen airconditioning werd de situatie daar na enkele dagen onhoudbaar en werd evacuatie noodzakelijk. Door gebrek aan bussen was de evacuatie van de Superdome pas op 5 september 2005 voltooid.
Als gevolg van dijkdoorbraken liep 80% van New Orleans enkele meters onder water. Omdat een deel van de gemalen door waterschade onbruikbaar was geworden werden na enkele dagen negen extra gemalen in onderdelen aangevoerd en ter plekke geassembleerd. Dieselgeneratoren moesten de elektriciteit voor twee van de belangrijkste gemalen leveren, aangezien de elektriciteitsvoorziening nog niet was hersteld. Grote delen van het gebied zijn waarschijnlijk ernstig vervuild, en voor uitbraak van besmettelijke ziekten werd gevreesd. In Biloxi werd een haard van dysenterie vastgesteld.
In de Golf van Mexico waren 20 booreilanden en olieplatforms losgeslagen en zoekgeraakt. Door het wegvallen van productie- en raffinagecapaciteit – het gebied leverde een derde van de Amerikaanse olie – steeg de olieprijs fors.
President Bush kondigde tijdelijk de noodsituatie voor Louisiana en Mississippi af. Vier marineschepen en een hospitaalschip werden naar het rampgebied gestuurd. Enkele dagen later werd in tien andere staten de noodtoestand uitgeroepen, opdat er extra federale hulpgelden uitgetrokken konden worden.
Mede vanwege de vele plunderingen werden ook 40.000 militairen gestuurd. Meldde de Amerikaanse regering aanvankelijk dat buitenlandse hulp niet nodig was, op 1 september kwam zij hierop terug. Ook traditionele vijanden van de Verenigde Staten boden hulp aan, zoals Cuba (1100 artsen, 26 ton geneesmiddelen, 50 ton water en voedsel, 5 miljoen dollar en 1 miljoen vaten brandstof), Iran (20 miljoen vaten ruwe olie, maar vereiste wel het schrappen van de Amerikaanse sancties tegen dit land) en Noord-Korea.
Op 6 september 2005 besliste de burgemeester van New Orleans dat iedereen die zich nog in de stad bevond, deze om gezondheidsredenen diende te verlaten, tenzij de persoon in kwestie aan de hulpverlening deelnam. Honderden mensen hadden reeds een maag- of darminfectie opgelopen. Er bleef tevens gevaar van gasexplosies.

### Lange termijn
De kosten van Katrina worden geschat op $ 81 miljard (2005 US dollars).
Twee jaar na de overstroming bezochten zes Nederlandse waterdeskundigen de stad en spraken met vertegenwoordigers van overheden, adviseurs en inwoners van New Orleans over de nasleep van de ramp. "Grote delen van de stad waren nog steeds verlaten en onbewoond. In veel straten herinnerden alleen de betonnen vloeren aan de woningen waar ooit mensen met plezier leefden. In de tuinen staat het onkruid meters hoog. Het herstel van het overstroomd stedelijk gebied was nog nauwelijks van de grond gekomen", aldus de onderzoekers in Twee jaar na Katrina – De catastrofale overstroming van New Orleans.

## Internationale hulp

### Belgische hulp
België zond twee logistieke eenheden van B-Fast naar Baton Rouge, de hoofdstad van Louisiana, en Montgomery (Alabama), om te helpen bij de organisatie en verdeling van hulpgoederen.

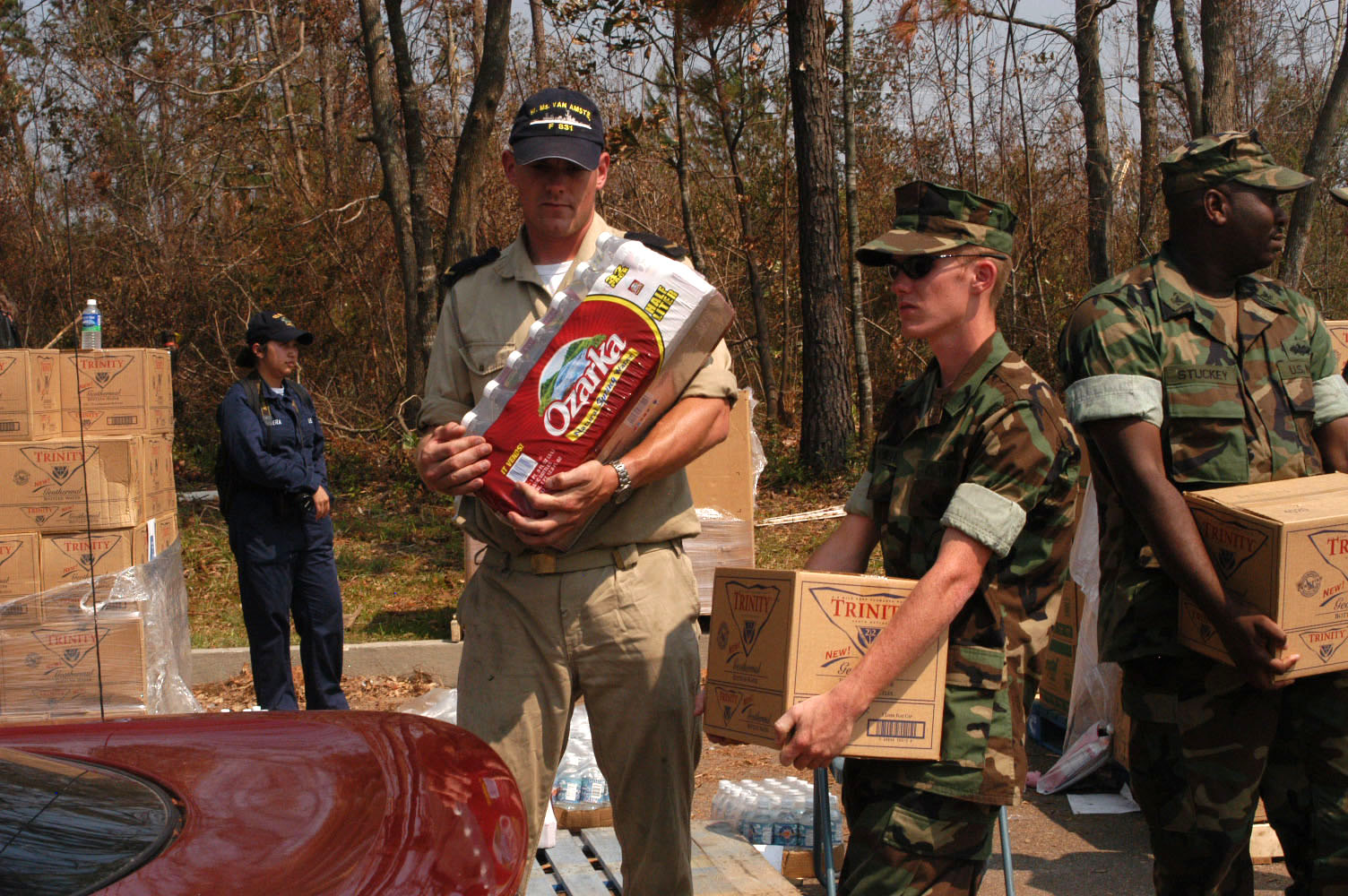
Hulp van de Nederlandse Marine

### Nederlandse hulp
Nederland stuurde het marineschip Hr. Ms. Van Amstel met hulpgoederen vanuit de Nederlandse Antillen naar het gebied. Vanuit het Ministerie van Verkeer en Waterstaat werd een pompenexpertteam met 3 grote waterpompen en materieel als hulpeenheid beschikbaar gesteld aan de V.S. Dit team bood op twee locaties in New Orleans (in Plaquemines Parish met 2 pompen, en in de lower ninth Ward met één pomp) hulp.
Door de Nederlandse ervaring met waterbouwkunde in het algemeen en de deltawerken en de watersnood van 1953 in het bijzonder, kwamen verschillende verslaggevers uit de Verenigde Staten naar Nederland om verslag te doen over de dijken en hoe Nederland zich tegen het water beschermde. Verschillende Nederlandse bedrijven hebben kennis geleverd om de dijken in Louisiana te verbeteren.

## Kritiek
Op het uitblijven van de noodzakelijke hulp en op de gebrekkige evacuatiemaatregelen werd hevige kritiek geuit. Zo werd verwezen naar:
- de scherpe bezuinigingen op de versterking van de dijken die de Amerikaanse regering doorvoerde om de Irakoorlog te kunnen financieren. Slechts iets minder dan een vijfde van het vereiste bedrag werd toegekend en voor het eerst in 37 jaar werd de versterking van de dijken van New Orleans stopgezet. Het hoofd van het geniekorps van het leger nam uit onvrede hiermee ontslag.
- de uitspraak van George Bush dat niemand de dijkdoorbraken voorzien had (in tientallen rapporten was juist voor dijkdoorbraken gewaarschuwd).
- het feit dat de FEMA (Federal Emergency Management Agency, Federaal agentschap voor de coördinatie der noodhulp) in 2002 ondergebracht werd in het nieuwe ministerie van Binnenlandse Veiligheid, alwaar alle aandacht en vier vijfde van de fondsen naar terreurbestrijding ging. Tevens werd een politieke vriend van Bush, Michael Brown, aan het hoofd van de FEMA gezet, zonder dat hij noodhulpervaring had.
- pas 48 uur na het begin van de ramp onderbrak president Bush zijn vakantie.
- een derde van de nationale garde en de helft van haar materieel bevond zich in Irak en was daardoor niet ter beschikking om de ramp het hoofd te bieden. Hiervan was circa 35% afkomstig uit Louisiana en 40% uit Mississippi. Onder deze eenheden waren ingenieurseenheden en eenheden gespecialiseerd in het bieden van noodhulp, en brandweer- en politiemannen. Enkele dagen na de ramp werd enkele van deze eenheden toegestaan terug te keren naar hun woonplaats, om daar hulp te bieden.

Ook doken al snel beschuldigingen van racisme op. In New Orleans is twee derde van de bevolking zwart, en een groot deel daarvan arm. Veel arme bewoners hadden geen geld om op tijd te vluchten en werden in groten getale slachtoffer van de ramp. Volgens veel zwarten zou de hulpverlening veel sneller op gang zijn gekomen als bijvoorbeeld Los Angeles door een ramp was getroffen.
Opmerkelijk was het feit dat de voormalige Amerikaanse president Bill Clinton op CNN verklaarde dat de regering deze mensen vanaf het begin in de steek heeft gelaten. Het is niet gebruikelijk dat ex-presidenten commentaar geven op het beleid van hun opvolgers. Enkele dagen later voegde oud-minister van Buitenlandse Zaken Colin Powell zich bij de critici.
Op 6 september maakte de Senaatscommissie voor regeringsaangelegenheden bekend dat er een openbaar onderzoek kwam naar wat er fout gegaan was. Onmiddellijk verklaarde president Bush dat hij zelf het onderzoek naar tekortkomingen van onder andere zijn regering zou leiden.
Door de aanhoudende kritiek werd op 9 september 2005 besloten om Michael Brown, het hoofd van de FEMA, naar Washington D.C. terug te roepen en de coördinatie der noodhulp te laten gebeuren door Thad W. Allen, viceadmiraal van de kustwacht. Drie dagen later nam Brown ontslag.

## Aantal slachtoffers
Na de vondst van 45 lichamen in een ondergelopen ziekenhuis op 13 september en de eerdere vondst van 30 lijken in een bejaardentehuis liep het officiële aantal doden snel op. Maar toch bleken er uiteindelijk veel minder slachtoffers te zijn dan de vele duizenden waarvoor aanvankelijk was gevreesd.
Het voorlopige officiële dodental op 25 januari 2006 bedroeg 1.417. In de staat Louisiana zijn 1.056 mensen omgekomen, in Mississippi 228, in Florida veertien, in Georgia en in Alabama elk twee.
Een jaar na de ramp werd er gesproken van ruim 1.800 doden.
Het aantal inwoners van New Orleans is na de ramp tot ongeveer de helft van het aantal voordien teruggelopen. Dit heeft onder andere te maken met de trage wederopbouw. Veel plaatsen liggen er een jaar later nog net zo bij als kort na de ramp. Vijf jaar na de ramp op 29 augustus 2010 was inmiddels circa 80% van de oorspronkelijke bewoners weer teruggekeerd naar New Orleans.

## Historische context
Vóór Katrina zijn in de geschiedenis maar twee keer eerder orkanen van de vijfde categorie in de Verenigde Staten aan land gekomen:
- de Labour Dayorkaan van (1935),
- Camille uit 1969, die in Mississippi aan land kwam en 256 slachtoffers eiste.

De orkaan Andrew uit 1992 die Miami trof was ook van de vijfde categorie en leverde een schade op van $26,5 miljard. In april 2006 werd besloten de naam Katrina niet meer voor andere orkanen te gebruiken.

### Dodelijkste natuurrampen V.S.
Een tijdlang werd gedacht dat Katrina de dodelijkste natuurramp ooit in de Verenigde Staten zou worden, maar dat bleek niet waar te zijn omdat het uiteindelijke aantal slachtoffers "meeviel". De dodelijkste natuurramp in de V.S. was de Galvestonorkaan van 1900. Deze orkaan eiste 8.000 tot 12.000 doden en verwoestte de stad Galveston in Texas volledig. Alle orkanen op Amerikaans grondgebied tussen de Galvestonorkaan en Katrina hadden bij elkaar waarschijnlijk minder slachtoffers dan de Galvestonorkaan. Twee orkanen op het Amerikaanse continent waren nog dodelijker: de Grote Orkaan van 1780, die in het Caribisch gebied 22.000 levens eiste, en orkaan Mitch in 1998, die in Centraal-Amerika 11.000 tot 18.000 levens kostte. Katrina was de op een na dodelijkste Atlantische orkaan van 2005, alleen de Orkaan Stan eiste in Centraal-Amerika meer slachtoffers.

## Reactie fundamentalisten
Religieuze fundamentalisten beschouwen de ramp als een straf van God:
- De meeste christenfundamentalisten, zoals Repent America, menen dat God New Orleans strafte omdat er jaarlijks een Gay Pride gehouden wordt. Dat jaar zou de parade in het weekend van 3 en 4 september worden gehouden.
- Islamitische extremisten beschouwen de orkaan als de wraak van God voor wat de Amerikanen in Irak aanrichtten.
- Ultraorthodoxe joden menen dat God de Amerikanen liet boeten omdat ze achter de Israëlische terugtrekking uit de Gazastrook stonden en zo "het beloofde land" opgaven.

## Overig
- Katrina (1999), tropische storm Katrina in 1999
- Katrina (1981), orkaan Katrina in 1981
- The Saints Are Coming, een nummer van U2 en Green Day na Katrina.
- When the Levees Broke: A Requiem in Four Acts (2006), een documentaire van Spike Lee over de tragedie in New Orleans
- Zeitoun (2009), Dave Eggers, waargebeurd verhaal over een immigrant die dieren en mensen redt tijdens de overstroming van New Orleans en vervolgens gevangengezet wordt, ISBN 90-488-0305-5
- Hurricane Katrina: Race Against Time, een documentaireserie van National Geographic Channel uit 2025 over de ramp